# Тымчина, Даниил
Иеромонах Даниил (укр. Даниїл, в миру Дмитрий Тымчина, укр. Дмитро Тимчина) — украинский грекокатолический священнослужитель, политзаключенный в СССР, праведник народов мира.
Родился 5 ноября 1900 года в селе Вербица. В 1922 году стал послушником Свято-Успенской Унивской лавры грекокатолического ордена студитов. 2 марта 1926 года принял малую схиму с именем Даниил. Уже будучи монахом, получил светское ремесленное и педагогическое образование. С конца 1920-х гг. был префектом сиротского приюта при монастыре, затем окончил семинарию Святого Духа во Львове, после чего недолгое время вновь возглавлял приют, а накануне Второй мировой войны стал наставником новициев Унивской лавры: летом 1939 года под его попечением было около 30 юношей, готовившихся стать монахами. Имел сан иеродиакона (монаха-диакона).
С установлением немецкого оккупационного режима в регионе в начале июля 1941 года был в очередной раз назначен префектом восстановленного приюта. Когда в августе 1942 года предстоятель УГКЦ митрополит Андрей Шептицкий начал акцию по спасению евреев, координационная группа во Львове создала сеть тайных укрытий для детей и взрослых. Одним из них стала Свято-Успенская Унивская лавра. Постоянно в монастырском приюте находились три еврейских мальчика, скрывавшихся под украинскими именами: Дорко Боровецький (Одед Амарант, 1935 года рождения), Левко Хаминский (Леон Хамайдес, 1935 года рождения) и Данило Червинский (Адам Ротфельд, 1938 года рождения). Непосредственно заботившийся о них иеродиакон Даниил установил в приюте систему жёсткой дисциплины и конспирации, благодаря чему, несмотря на доносы и обыски, немецким властям так и не удалось их выявить; все трое уцелели.
Одед Амарант после окончания войны воссоединился с проживавшими в Палестине родителями, в 2000-х годах здравствовал, жил в Тель-Авиве. Леона Хамайдеса в конце 1944 года взяла к себе женщина-еврейка, позднее он уехал к родственникам в Англию, а оттуда перебрался в США, где, повзрослев, стал врачом и профессором. Адам Ротфельд оставался в Униве вплоть до закрытия монастыря и ликвидации приюта в 1946 году, затем находился в советском детском доме; в 1956 году был репатриирован в Польшу. Впоследствии стал учёным, доктором юридических наук; в январе-октябре 2005 года был министром иностранных дел Польши и в этом качестве приезжал в Унив, где открыл мемориальную доску в честь спасения еврейских детей братьями Андреем и Климентием Шептицкими
В ходе кампании по ликвидации УГКЦ иеродиакон Даниил был арестован и 27 декабря 1947 года приговорён по статье 54-1а и 54-11 Уголовного кодекса УССР к 10 годам заключения. Срок отбывал сначала «на Воркуте», некоторое время — в Иркутске и в конце срока — в Коми АССР.
Освобождён 8 мая 1956 года, после чего смог вернуться на родину, где поселился в городе Рава-Русская, поскольку там после депортации с Надсанья проживали его ближайшие родственники. Не позднее 1958 года был рукоположен в пресвитерский сан (по разным предположениям, либо ещё в заключении, либо во Львове вернувшимся из ссылки епископом Николаем Чарнецким). Работая сторожем сначала на базе, а затем, после выхода на пенсию в 1970 году, в городской бане, нелегально осуществлял пастырское служение в Раве-Русской и окрестных сёлах, бывал также в Яворовском и Сокальском районах. Отказывался от предложений перейти в православие, хотя ему обещали приход.
Умер от инсульта 8 июля 1972 года. Был похоронен на местном кладбище в г. Рава-Русская, упоминается о подготовке перезахоронения на монастырском кладбище на Чернечной (Монашеской) горе около Унивской лавры.
31 декабря 2008 года на основе свидетельских показаний спасённых им евреев комиссия при мемориале Яд ва-Шем приняла решение присвоить иеромонаху Даниилу (Тимчине) звание «Праведник народов мира».